# The Czar of Broadway

The Czar of Broadway (littéralement : Le Tsar de Broadway) est un film sonore américain réalisé par William James Craft et sorti en 1930.
Il est conservé à la Bibliothèque du Congrès.

## Liminaire
Le film est basé sur la vie du truand américain Arnold Rothstein.

## Fiche technique
- Titre : The Czar of Broadway
- Réalisation : William James Craft
- Scénario : Gene Towne
- Photographie : Hal Mohr
- Montage : Harry W. Lieb
- Musique originale : Heinz Roemheld
- Producteur :
- Société de production :  Universal Film Manufacturing Company
- Société de distribution :  Universal Film Manufacturing Company
- Dates de sortie :  États-Unis : 25 mai 1930

## Distribution
- John Wray : Morton Bradstreet
- Betty Compson : Connie Cotton
- John Harron : Jay Grant le journaliste
- Claud Allister : Francis
- Wilbur Mack : Harry Foster